# Sant Pere Màrtir
Sant Pere Màrtir är ett berg i Spanien.   Det ligger i provinsen Província de Barcelona och regionen Katalonien, i den östra delen av landet, 500 km öster om huvudstaden Madrid. Toppen på Sant Pere Màrtir är 390 meter över havet.
Terrängen runt Sant Pere Màrtir är kuperad åt nordväst, men åt sydost är den platt.Runt Sant Pere Màrtir är det mycket tätbefolkat, med 10 000 invånare per kvadratkilometer. Närmaste större samhälle är Barcelona, 5,1 km öster om Sant Pere Màrtir. Runt Sant Pere Màrtir är det i huvudsak tätbebyggt.